# Kefalari
Kefalari (griechisch Κεφαλάρι (n. sg.) ‚Quelle‘ (aus der reichlich Wasser sprudelt)) ist eine Ortsgemeinschaft im Gemeindebezirk Argos am Rand der Argos-Ebene auf der Peloponnes. Das Dorf hat sich um eine große Karstquelle gebildet, die geologisch bedeutsam ist, bei den alten Griechen zur Götter-Mythologie zählte und heute eine orthodoxe Wallfahrtsstätte ist.

## Geographie
Kefalari ist eine Ortsgemeinschaft im Gemeindebezirk der Stadt Argos. Die Ortsgemeinschaft gehört zur Gemeinde Argos-Mykene mit den zwei Dörfern Kefalari (677 Einwohner) und Magoula (123 Einwohner). Kefalari befindet sich knapp sechs Kilometer südwestlich von der Stadt Argos. Hier, am Fuß des Berges Chaon zur Ebene, wird unterirdisch fließendes Karstwasser in einer großen Karstquelle an die Oberfläche gedrückt. Das Gewässer Erasinos, in der Antike der Name eines Flussgottes, fließt nach etwa fünf Kilometer langem Lauf in Nea Kios in den Argolischen Golf. Die Quelle ist im Dorf in einen platanenumstandenen See baulich gefasst.
Oberhalb der Quelle befindet sich eine Karsthöhle, die rund 60 Meter weit in den Berg führt.
Heute ist die Höhle der Muttergottes geweiht. Höhle, Quelle und eine Kirche („Zoodochos Pigi“, „Panagia Kefalariotissa“) prägen das Landschaftsbild und machen das Ensemble zur orthodoxen Pilgerstätte, besonders für das nahe gelegene Nea Kios.

## Geologie und Hydrogeologie
Das meiste Karstwasser dieser Quelle, wie auch der weiteren Karstquellen vor und direkt am Argolischen Golf kommt unterirdisch von „Katavothren“ (griechische „Ponore“) aus Poljen des arkadischen Hochlandes (großes Tripoli Becken, Argon Pedion) und von Poljen des Hochlandes von Korinthia und Argolis (Stymphalia, Alea/Skotini). Wie hydrogeologisch üblich, wird das unterirdisch fließende Karstwasser am Fuß der Berge zur fruchtbaren Schwemmebene am Argolischen Golf an die Oberfläche gedrückt.
In einer großen wissenschaftlichen Studie (Geologie und Hydrogeologie), insbesondere zu den hydrogeologischen Verhältnissen und den geschlossenen Becken in Arkadien, Korinthia und Argolis konnte nachgewiesen werden, dass die Wasserwege nach Osten bzw. Südosten zum Argolischen Golf führen, da große Verwerfungsstrukturen hydrotektonische Wasserwege begünstigen. Die Verteilung des Wassers auf verschiedene Quellen wurde durch zahlreiche chemische und physikalische Färbeversuche (tracing-tests von 1983 und 1984) quantifiziert und belegt.
Für die alten Griechen waren Quellen immer mit ihrer Götter-Mythologie verknüpft. Für Kefalari vermuteten sie eine Verbindung zum Stymphalischen See. Gemäß der erwähnten Studie vom Morfis et al. haben Färbeversuche Verbindungen zur Polje Skafidia (Stymphalia-Komplex in Korinthia) und Polje Alea/Skotini in der Argolis belegt. Im Unterschied zur submarinen Karstquelle bei Kiveri (vgl. "Dine (Arkadien)") schwankt die Wassermenge der Kefalari-Quelle von sehr viel bis null (in der Trockenzeit). Der Wallfahrtsteil Höhle über der heutigen Quelle wird in der Studie als ehemaliger Wasserweg eines geologisch früheren Verkarstungs-Zustandes bezeichnet.

## Naher archäologischer Fund
Rund zwei Kilometer westlich des Dorfes befinden sich die Reste eines antiken Bauwerks aus hellenistischer Zeit, der so genannten Pyramide von Kefalari. Es handelt sich um den Stumpf einer Pyramide aus Polygonalmauerwerk, der die Basis eines Gebäudes bildete, das im oberen Bereich aus Lehm oder Holz gebaut war. Die Annahme, es handele sich um einen Grabbau, ist heute veraltet, man geht davon aus, dass das Gebäude als Wach- und Wehrturm diente, wie ähnliche Bauten am Rand der Argolis nahelegen.

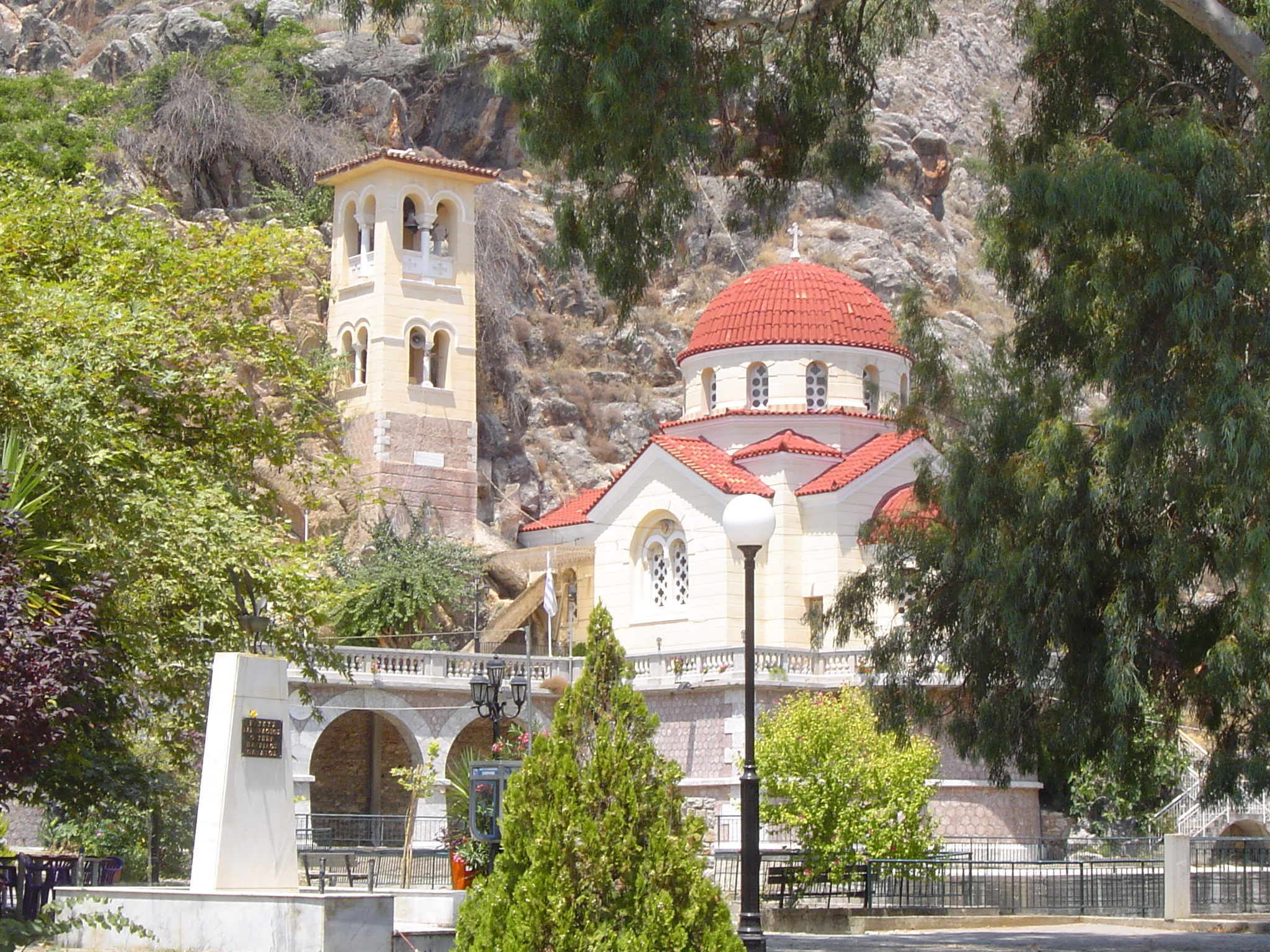
Marienkirche über der Erasinos-Quelle
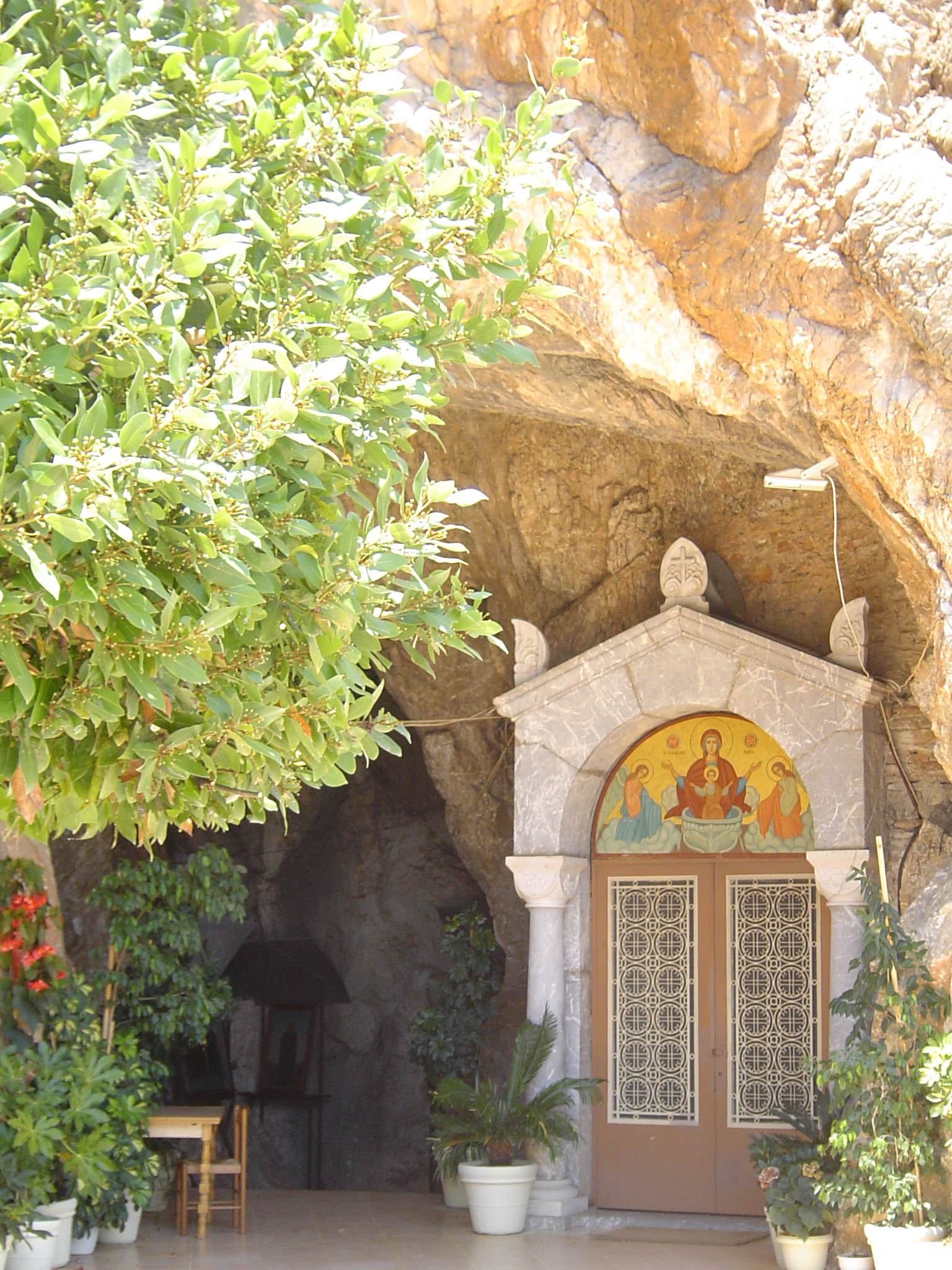
Eingang zur Karsthöhle (Wallfahrtsstätte)
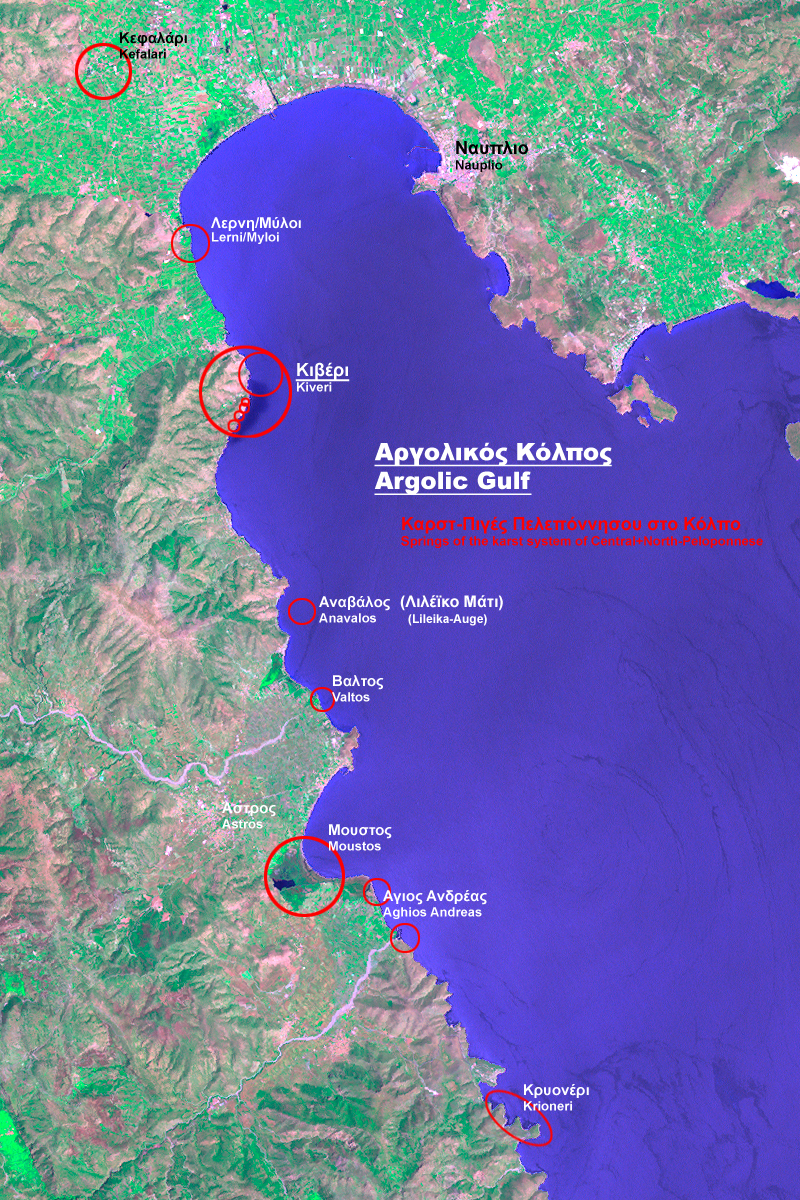
Kette von Karstquellen am Argolischen Golf